# Râul Cricovul Dulce
Râul Cricovul Dulce sau Râul Cricov este un curs de apă, afluent al râului Ialomița.

## Hărți
- Harta județului Prahova

1. ↑  Stoian, Gabriel (2020). Dicționar geografic al județului Prahova. Ploiești - Mileniul III. p. 139.